# Crisi sino-sovietica

Crisi sino-sovietica: in rosso i paesi filo-sovietici, in giallo quelli filo-cinesi (Somalia ed Albania), in nero i non allineati (Jugoslavia e Corea del Nord). La Somalia è stata filo-sovietica fino al 1977, mentre la Cambogia è stata filo-cinese fino al 1979.

La crisi sino-sovietica indica un periodo di forti tensioni e di crisi ideologica che nel corso degli anni sessanta vide contrapposti i due Stati socialisti più influenti nel periodo della guerra fredda, la Cina guidata da Mao Zedong e l'Unione Sovietica di Nikita Chruščëv, mentre quest'ultima stava attuando la destalinizzazione.
La rottura era una conseguenza delle scissioni nel seno del movimento comunista internazionale.

## Storia

### Prime tensioni
Nella sua lotta per il socialismo, il Partito Comunista Cinese era stato grandemente aiutato dall'URSS di Stalin, sia per quanto riguardava la guerra di resistenza anti-giapponese, sia nella guerra civile contro Chiang Kai-shek, sia per quanto riguardava i termini economici della costruzione del socialismo nella neonata Repubblica Popolare Cinese. Una lunga visita di Mao Tse-tung (presidente della RPC) a Mosca fra il 1949 ed il 1950 portò alla firma di un patto di amicizia, suggellando la vicinanza fra i due Paesi.
A seguito del "rapporto segreto" di Chruščëv su Stalin al XX Congresso del PCUS, Mao non si oppose apertamente, ma durante una visita del vicepremier sovietico Mikojan a Pechino gli disse che, a suo parere, i "meriti di Stalin hanno la meglio sui suoi errori". Inoltre, in un discorso, disse: "Credo che ci siano due spade: una è Lenin e l'altra è Stalin. Ora i russi hanno gettato via quella spada che è Stalin... Una volta aperta questa breccia, sostanzialmente si è gettato via il leninismo". Mao non ruppe subito i rapporti fra il PCUS ed il PCC, sperando in un ravvedimento di Chruščëv.
Già fra il 1956 ed il 1959, comunque, le tensioni si inasprirono: la Cina non seguì l'URSS nel ristabilire le relazioni diplomatiche con la Jugoslavia di Tito, espulsa dal Cominform nel 1948, e difese l'Albania quando il suo leader Enver Hoxha criticò pubblicamente Chruščëv a Mosca.

### La rottura
Nel 1959, Chruščëv compì scelte fortemente criticate dalla dirigenza cinese: da un lato si incontrò con il presidente statunitense Eisenhower, dall'altro criticò il Grande balzo in avanti, giudicandolo non marxista.
Nel 1960, al Congresso del Partito Comunista Rumeno, Chruščëv dichiarò che Mao era un avventurista, un deviazionista ed un nazionalista, mentre il PCC accusò il dirigente sovietico di essere un revisionista e un dittatore. Alla riunione di 81 partiti comunisti tenutasi a Mosca ci furono altre tensioni, risolte solo con un sofferto compromesso. Infine, nel 1961, il XXII Congresso del PCUS rinunciò alla dittatura del proletariato in favore della dittatura del popolo, e propose un avanzamento riformista verso il socialismo. Zhou Enlai, in rappresentanza del PCC, lasciò Mosca indignato, ponendo provocatoriamente corone di fiori al mausoleo di Lenin e Stalin.
Sempre nel 1961, Chruščëv ritirò gli specialisti sovietici dalla Cina e la rottura proseguì. L'URSS ed il Patto di Varsavia vennero giudicati revisionisti da Mao e dalla Cina, mentre si cominciò a creare la rottura del movimento comunista internazionale. Gran parte dei partiti comunisti occidentali - come il Partito Comunista Italiano - si schierarono a favore dell'URSS, mentre molti partiti comunisti asiatici restarono dalla parte della Cina. Dalla seconda metà degli anni sessanta, inoltre, Mao lanciò la direttiva di creare "partiti autenticamente marxisti-leninisti", contro le "dirigenze revisioniste" dei partiti comunisti storici. Da qui nasceranno i partiti che si ispireranno al maoismo.
Dopo la caduta di Chruščëv nel 1964, Zhou Enlai si recò a Mosca dove ebbe un incontro con i nuovi capi sovietici, Brežnev e Kosygin, ma non trovò fondamentali divergenze con Chruščëv e non vi furono tentativi di riavvicinamento.

### Il confronto sino-sovietico
Dal 1961, i rapporti fra URSS e Cina rimasero gelidi. L'unico contatto avvenne durante la guerra del Vietnam, quando entrambe le nazioni si trovarono ad aiutare la Repubblica Democratica del Vietnam ed i Viet Cong politicamente e militarmente.
Il lancio della Grande rivoluzione culturale proletaria nel 1966 era diretto anche contro il "revisionismo sovietico" che, dopo la repressione della Primavera di Praga, venne bollato anche di "social-imperialismo". Il Partito Comunista Indonesiano, terzo partito comunista al mondo per grandezza, era il migliore alleato del PCC insieme al Partito del Lavoro d'Albania, ma venne distrutto a seguito di un colpo di Stato militare nel 1965 ad opera di Suharto. Il PCC ebbe molti partiti maoisti come alleati, come il Partito Comunista di Kampuchea, il Partito Comunista delle Filippine, il Partito Comunista della Thailandia od il Partito Comunista della Birmania.
Nel gennaio 1967, le Guardie Rosse presero d'assedio l'ambasciata sovietica a Pechino, ma la situazione non degenerò. Due anni dopo, invece, truppe sovietiche attaccarono le guardie di frontiera cinesi sul fiume Ussuri, ma la crisi non degenerò in guerra.
Già nel 1970, Mao si rese conto che la Cina non poteva sostenere un conflitto con Stati Uniti e Unione Sovietica. Nel 1971, le più alte cariche cinesi si incontrarono con Henry Kissinger ed, un anno dopo, col presidente Nixon. Da questo momento, le relazioni sino-statunitensi poterono dirsi stabilizzate.
Il confronto sino-sovietico proseguì e si accentuò in Africa, dove sia l'URSS che la Cina sostennero partiti e movimenti comunisti o di liberazione nazionale, aiutando le fazioni a loro alleate nelle guerre civili in Zimbabwe, Angola e Mozambico. Differentemente dai cinesi, però, i sovietici inviarono truppe militari in queste zone, contribuendo a stabilizzare la situazione ma anche ad allargare la loro orbita d'influenza con i Paesi occupati.
La Kampuchea Democratica, il nuovo assetto socialista della Cambogia dopo la presa del potere di Pol Pot, divenne un nuovo alleato della Cina, mentre all'URSS si allineò Cuba.

### Ritorno alla normalità
Dopo la morte di Lin Biao nel 1971 e la sconfitta nel 1973 della fazione più estremista ad esso riconducibile, i gruppi della Rivoluzione culturale non provocarono più i sovietici, benché il governo cinese continuasse a criticare il "revisionismo" ed il "social-imperialismo". Inoltre, nel '73 le truppe di frontiera sovietiche erano il doppio di quelle del '69.
Con la salita al potere di Deng Xiaoping dopo la morte di Mao, la nuova dirigenza cinese smise di condannare il "revisionismo sovietico", ponendosi anzi sulla linea di un timido riavvicinamento. Ogni contatto venne però interrotto dalle dispute internazionali, come l'invasione vietnamita della Cambogia del 1978, che depose il regime filo-cinese dei Khmer rossi, stabilizzando l'area, e destituendo Pol Pot. Il governo cambogiano era l'unico a non essere filo-sovietico, a differenza del Vietnam e del Laos. La Cina diede inizio nel 1979 alla breve guerra sino-vietnamita, seguita poi per un decennio da uno stato di conflitto limitato lungo la frontiera tra le due nazioni che non ebbe però importanti risvolti.
Nel 1979, l'URSS invase l'Afghanistan e la Cina denunciò l'occupazione, alleandosi agli Stati Uniti ed al Pakistan nel tentativo di destabilizzare il governo filo-sovietico. Nello stesso periodo, il governo cinese contrastò i sandinisti in Nicaragua. Solo nel 1982, Brežnev diede segno di essere disposto ad una certa apertura.
Michail Gorbačëv ristabilì le relazioni con la Cina, grazie anche alla ritirata sovietica dall'Afghanistan. Nel 1989, il capo di Stato sovietico visitò la RPC, incontrandosi con Deng. Della perestrojka gorbacioviana Deng criticò solo l'indebolimento del potere del partito comunista, pur senza attaccare le riforme di mercato.
Con la dissoluzione dell'Unione Sovietica ebbe fine anche la crisi.

## Partiti schieratisi con l'URSS
- Partito Socialista Unificato di Germania (al potere)
- Partito Operaio Unificato Polacco (al potere)
- Partito Comunista di Cecoslovacchia (al potere)
- Partito Socialista Operaio Ungherese (al potere)
- Partito Comunista Rumeno (al potere)
- Partito Comunista Bulgaro (al potere)
- Partito Comunista di Cuba (al potere)
- New Jewel Movement (al potere)
- Partito Popolare Rivoluzionario del Benin (al potere)
- Partito Congolese del Lavoro (al potere)
- Movimento Popolare di Liberazione dell'Angola (al potere)
- Fronte di Liberazione del Mozambico (al potere)
- Partito dei Lavoratori d'Etiopia (al potere)
- Partito Socialista Rivoluzionario Somalo (fino al 1977, al potere)
- Partito Socialista Yemenita (al potere)
- Partito Democratico Popolare dell'Afghanistan (al potere)
- Partito del Popolo Mongolo (al potere)
- Partito Comunista del Vietnam (al potere)
- Partito Rivoluzionario del Popolo Lao (al potere)
- Partito Popolare Cambogiano (al potere)
- Partito Comunista Francese
- Partito Comunista Italiano

## Partiti schieratisi con la Cina
- Partito del Lavoro d'Albania (al potere)
- Partito Socialista Rivoluzionario Somalo (dal 1977, al potere)
- Partito Comunista di Kampuchea (al potere)
- Partito Comunista dell'Argentina
- Partito Comunista della Birmania
- Partito Comunista delle Filippine
- Organizzazione dei Marxisti-Leninisti di Grecia
- Partito Comunista Indonesiano
- Partito Comunista d'Italia (marxista-leninista)
- Partito Comunista della Malesia
- Partito Comunista di Norvegia
- Partito del Popolo di Panama
- Partito Comunista della Thailandia

## Partiti neutrali
- Lega dei Comunisti di Jugoslavia (al potere)
- Partito dei Lavoratori di Corea (al potere)